# Циньсянь
Цинься́нь (кит. упр. 沁县, пиньинь Qìn xiàn) — уезд городского округа Чанчжи провинции Шаньси (КНР). Уезд назван по существовавшей здесь ранее области Циньчжоу, которая, в свою очередь, была названа в честь реки Циньхэ.

## История
При империи Сун в 977 году был образован Вэйшэнский военный округ (威胜军). При чжурчжэньской империи Цзинь в 1128 году он был преобразован в область Циньчжоу (沁州). При империи Юань в 1223 году область была преобразована в Ишэнский военный округ (义胜军), но затем он опять сделан областью Циньчжоу. В состав области в это время входило три уезда: Тунди (铜鞮县), Циньюань и Усян.
В начале империи Мин уезд Тунди был расформирован, и в составе области осталось два уезда.
После Синьхайской революции в Китае была проведена реформа структуры административного деления, в ходе которой области были упразднены; на землях, ранее напрямую управлявшихся властями области Циньчжоу, был создан уезд Циньсянь.
В 1949 году был образован Специальный район Чанчжи (长治专区), и уезд вошёл в его состав. В 1958 году Специальный район Чанчжи был переименован в Специальный район Цзиньдуннань (晋东南专区); уезд Циньсянь при этом был объединён с уездом Сянъюань в уезд Сянцинь (襄沁县), а затем уезды Сянцинь и Циньюань были объединены в уезд Циньсянь (沁县). В 1960 году уезды Сянъюань и Циньюань были воссозданы, и уезд Циньсянь оказался в прежних границах.
В 1970 году Специальный район Цзиньдуннань был переименован в Округ Цзиньдуннань (晋东南地区).
В 1985 году постановлением Госсовета КНР были расформированы город Чанчжи и округ Цзиньдуннань, а на их территории образованы городские округа Чанчжи и Цзиньчэн; уезд вошёл в состав городского округа Чанчжи.

## Административное деление
Уезд делится на 6 посёлков и 7 волостей.